# Frying Pan Lake
Le Frying Pan Lake (renommé chaudron de Waimangu en 1963 bien que ce nom soit moins utilisé) est un lac volcanique qui constitue la plus vaste source chaude du monde. Il est situé dans la vallée du rift volcanique de Waimangu (en), en Nouvelle-Zélande. Sa température est entre 50 et 60 °C.